# Wilhelm Meyer-Lübke
Wilhelm Meyer-Lübke, född den 30 januari 1861 i Dübendorf, kantonen Zürich, död den 4 oktober 1936 i Bonn, var en schweizisk romanist. 
Meyer-Lübke blev extra ordinarie professor i romansk filologi 1887 i Jena och 1890 i Wien samt 1892 ordinarie professor där. År 1915 övertog han den lärostol vid Bonns universitet som tidigare innehafts av Friedrich Christian Diez. Efter att ha publicerat flera värdefulla arbeten av mindre omfång (bland annat Die Schicksale des lateinischen Neutrums im Romanischen, 1883) samt ett stort antal viktiga tidskriftsartiklar (till exempel Beiträge zur romanischen Laut- und Formenlehre, i "Zeitschrift für romanische Philologie", 1855) utgav Meyer-Lübke sitt viktigaste arbete, Grammatik der romanischen Sprachen (tre band och ett registerband, 1890–1902; fransk översättning av Eugène Rabiet samt Auguste och Georges Doutrepont, 1890–1902). Hänsyn tas där till de olika språkens äldre och nyare dialekter i en utsträckning, som förut var okänd. Författaren söker framgångsrikt sammanföra de olika företeelserna under större förklarande synpunkter, på samma gång han får tillfälle att i detalj behandla och delvis lösa ett flertal av den romanska grammatikens problem. 
Samtidigt med och efter detta verk utgav Meyer-Lübke många arbeten, bland vilka de viktigaste torde vara Italienische Grammatik (1890; på italienska under titeln Grammatica storico-comparata della lingua italiana e dei dialetti toscani, översatt av Matteo Bartoli och Giacomo Braun, med tillägg av författaren 1901), Einführung in das Studium der romanischen Sprachwissenschaft (1901; andra upplagan 1901), Historische Grammatik der französischen Sprache. I. Laut- und Flexionslehre (1908), de båda sistnämnda liksom och Romanisches etymologisches Wörterbuch (1911–20) ingående i den av Meyer-Lübke redigerade serien "Sammlung romanischer Elementar- und Handbücher" (Winthers Universitätsbuchhandlung, Heidelberg). Bland mera speciella arbeten kan erinras om Die Betonung des Gallischen (1901) och Zur Kenntniss des Altlogudoresischen (1902). Han skrev även många betydelsefulla artiklar i facktidskrifter, särskilt "Zeitschrift für romanische Philologie". Tillsammans med representanter för andra filologiska discipliner utgav han från 1909 tidskriften "Wörter und Sachen", i vilken han publicerade viktiga ordhistoriska studier. Meyer-Lübke var ledamot av Vetenskaps- och vitterhetssamhället i Göteborg (1909).